# Eustace FitzJohn

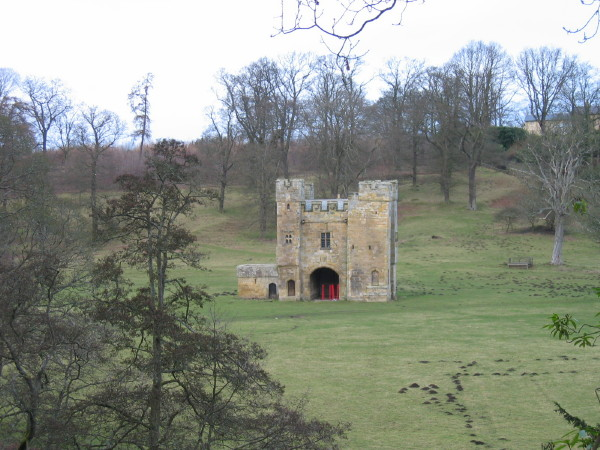
Das Torhaus von Alnwick Abbey, das einzige erhaltene Gebäude der von Eustace FitzJohn gegründeten Abtei

Eustace FitzJohn (auch Eustace fitz John genannt) († 1157) war ein anglonormannischer Adliger. Er entstammte dem niederen Adel, erwarb aber durch zwei Heiraten umfangreichen Grundbesitz und war während des Bürgerkriegs zwischen der Kaiserin Matilda und ihrem Konkurrenten Stephan von Blois ein weitgehend unabhängiger Baron in Nordengland.

## Leben
Er war ein Sohn von John fitz Richard, einem normannischen Ritter, der Grundbesitz in Essex und Norfolk besaß. Wer seine Mutter war, ist unbekannt, zu seinen Geschwistern gehörten Pain und William sowie die Schwestern Agnes und Adeliza, die Äbtissin von Barking Abbey wurde. Eustace erbte von Serlo de Burg, dem Gründer von Knaresborough, der vermutlich sein Onkel war, die königlichen Lehen Knaresborough und Aldborough in Yorkshire.
Wie sein Bruder Pain gehörte er als junger Ritter zum Gefolge des englischen Königs Heinrich I. und bezeugte zwischen 1114 und 1133 zahlreiche königliche Urkunden. Der König dankte ihm mit der Übertragung von weiterem Grundbesitz in Nordengland, vor allem in Yorkshire und Northumberland, darunter die Burg von Malton in North Riding of Yorkshire. Vor 1130 heiratete Eustace Beatrix de Vesci, die Tochter und Erbin von Ivo de Vescy, wodurch er Alnwick Castle erwarb. Neben Alnwick und Malton lebte er hauptsächlich auf Bamburgh Castle, wo er Verwalter war, und auf Tickhill Castle. Nachdem Beatrice bei der Geburt ihres Sohnes William gestorben war, heiratete er um 1135 Agnes, eine Tochter von William Fitznigel, Baron of Halton und Constable von Chester. 
Nach dem Tod von König Heinrich I. erkannte er zunächst Stephan von Blois als neuen König an, der ihn zum Justiciar in Nordengland ernannte. In dieser Funktion war er in ständige Grenzkonflikte mit Schottland verwickelt. Seine Burg Alnwick wurde am 5. Februar 1136 von den Schotten erobert, als der schottische König David I. zur Unterstützung seiner Nichte Matilda in England einfiel. Die Burg konnte jedoch nach dem schottischen Rückzug bereits am 22. März 1136 zurückerobert werden. Anfang 1138 gehörte Eustace zu dem englischen Heer, mit dem König Stephan in Schottland einfiel. Während des Feldzugs verlor er jedoch die Gunst des Königs, der ihn verdächtigte, auf die Seite der Schotten wechseln zu wollen und ihm die von Heinrich I. verliehenen Lehen entzog. Daraufhin wechselte Eustace tatsächlich zu den Schotten, als deren König David I. Ostern 1138 in Nordengland einfiel, und übergab ihm Malton Castle. Auf schottischer Seite nahm er am 22. August 1138 an der Standartenschlacht teil, in der er verwundet wurde. Nach der schottischen Niederlage floh er nach Malton Castle und weiter nach Alnwick Castle, während Malton Castle von englischen Truppen acht Tage lang vergeblich belagert wurde.
Während des Bürgerkriegs gehörte er nun weiter zu den Unterstützern der Kaiserin Matilda. 1141 unterstützte er den Versuch des schottischen Kanzlers William Cumin, Bischof von Durham zu werden. 1143 half er bei der Vermittlung eines Waffenstillstands zwischen Cumin und seinem Konkurrenten William de Ste Barbe, der schließlich Bischof wurde. 1142 hatte er von Heinrich von Schottland, einem Sohn des schottischen Königs David I. und neuer Earl of Northumbria, seine Güter in Northumberland zurückerhalten, dazu erhielt er weiteren Landbesitz in Huntingdonshire. 
Nachdem sein Schwager William, der einzige Sohn seines Schwiegervaters William Fitznigel, 1143 oder 1144 kinderlos gestorben war, erklärte ihn Ranulph de Gernon, 2. Earl of Chester, zu dessen Erben und ernannte ihn zum Constable von Chester, so dass er zum wichtigsten Baron von Cheshire wurde. Als Constable zerstörte er um 1151 zusammen mit dem Earl of York Hunmanby Castle in Yorkshire, eine Burg von Gilbert de Gant, der Ansprüche auf die Grafschaft Lincoln erhob. Als alter Mann nahm er als Constable von Chester 1157 am Feldzug von König Heinrich II. gegen Wales teil. Er fiel während des Vormarsches in einem walisischen Hinterhalt während des Gefechts am Coleshill.

## Familie und Nachkommen
Aus seiner Ehe mit Beatrice de Vescy hatte er einen Sohn, William de Vesci, der sein Erbe wurde. Aus seiner zweiten Ehe mit Agnes Fitznigel hatte er einen weiteren Sohn, Richard Fitzeustace, der durch seine Heirat mit Aubrey de Lacy Stammvater der zweiten Linie der Lacys wurde. 
Eustace machte der Kirche großzügige Schenkungen. Neben Schenkungen an Rievaulx und Fountains Abbey gehörte er 1147 zu den Gründern von Newhouse Abbey, der ersten Prämonstratenserabtei in England. Später stiftete er die Prämonstratenserabtei Alnwick Abbey. Er war ein Freund von Gilbert von Sempringham und stiftete in Old Malton und in Watton in Yorkshire zwei Niederlassungen der Gilbertiner. 